# Náhrobní reliéf Thrasea a Euandrie
Náhrobní reliéf Thrasea a Euandrie pochází z Attiky poloviny 4. století před Kristem. Dnes je uložen v antických sbírkách Pergamonského muzea v Berlíně. Byl nalezen v Athénách na Agia Triada, tedy v oblasti antických Kerameikos. V roce 1884 byl získán pro antickou sbírku v Berlíně.

## Popis
Náhrobní pomníky tohoto druhu byly často stavěny na cestách u hrobů na okraji řeckých měst. Figury působí blokovitě a jsou plastické. V době vzniku bylo reliéfní zobrazení hlubší a představovaný obraz se odvozoval od reliéfní základny. Náhrobní reliéf Thrasea a Euandrie je raným představitelem této nové formy. Ta dávala zobrazovaným postavám plastický, spíše sochařský, tvar.
Umělecké dílo je vysoké 160 cm a široké 91 cm, vyrobené z pentelického mramoru. Bylo vytvořeno kolem let 350 až 340 před Kristem. Na architrávu jsou postavy reliéfu zapsány jako Thraseas z osady Perithoidai a Euandria.
Do popředí z reliéfu vystupují oba manželé. Vlevo je vousatý Thraseas s kabátem, napravo sedí Euandria s kabátem a chitonem na čalouněné stoličce. Její nohy spočívají na podnožce, má sandály. V manželské sounáležitosti si podávají ruce a na znamení rozloučení, způsobeného smrtí, se navzájem dívají do očí. Jako symbol velikého zármutku je mezi nimi služka s pro otroky typickými krátkými vlasy, která si opírá hlavu pravou rukou. Toto gesto, v němž jsou tváře a skráně přimknuté k ruce, značí hluboký smutek a je známé i z jiných významných uměleckých děl. Zobrazená mladá otrokyně dává reliéfu dodatečnou hloubku. Je prostorově v pozadí, a vypracována do menší hloubky a méně plasticky. Celou scenérii obepíná na okraji reliéfu plochý naiskos s antami, architrávem a štítem. Tři akroteriony, které původně stály na štítu, jsou nyní ztraceny.